# Сколівська центральна районна бібліотека
Сколівська міська система публічно-шкільних бібліотек — публічна, культурно-освітня, інформаційна установа Сколівського району Львівської області.

## Історія
26 травня 1910 року створений місцевий осередок товариства «Просвіта» на Сколівщині за сприяння священика О. М. Мосори. До 1939—1940 років бібліотека товариства «Просвіта» нараховувала дуже мало книг. Поступово за роки кількість книг зросла з 500 до 1000 примірників. Це були подаровані книги селянами, меценатами, або ж закуплені на придбані гроші із поставлених концертів, вистав, фестин.
Після закінчення другої світової війни на Сколівщині почали відкриватися бібліотеки.
У м. Сколе бібліотека заснована 7 травня 1947 року. Книжковий фонд нараховував 2,500 тис. книг.
Завідувачкою бібліотеки призначено Норичко Мирославу Петрівну наказом № 13 від 27.10.1945 р., яка два роки працювала неофіційно тому, що держава виділила кошти для бібліотеки з січня 1947 року.
В районній бібліотеці для дорослих(така попередня назва) до 1965 р. працювало три працівники.
З січня 1981 року наказом обласного управління культури № 185 від 18 грудня 1980 року створено централізовану бібліотечну систему, яка включає 50 бібліотек -філій. Директором призначено Журбу Людвину Петрівну, яка очолювала ЦБС 30 років.
Штат бібліотечних працівників ЦРБ налічував 21 особу. Структура бібліотеки складається з чотирьох відділів:
- організаційно-методичної та бібліографічної роботи;
- комплектування та обробки літератури;
- організації і використання єдиного книжкового фонду;
- відділу обслуговування.

З листопада 2010 року очільником Сколівської ЦБС стала Дольна Галина Максимівна. Наразі штат бібліотечних працівників налічує 15 осіб. Всі бібліотечні працівники ентузіасти своєї справи, мають високий професіоналізм, підвищують свій кваліфікаційний рівень, навчання в РТЦ м. Львова, мають повну вищу та базову вищу бібліотечну освіту.
Працівники працюють над вирішенням проблемних завдань, стараються впроваджувати в практику роботи ЦРБ новітні технології, працюють над створенням іміджу бібліотеки.
20 грудня 2012 року в Сколівській районній бібліотеці відбулася визначна подія — відкриття інформаційного центру від програми «Бібліоміст». Наш центр підключено до всесвітньої мережі Інтернет. Бібліотечні працівники сприяють розвитку нових інформаційних послуг.